# پیریدوپیریمیدین

ساختار شیمیایی پیریدو [۳،2-d] پیریمیدین، یکی از ایزومرهای پیریدوپیریمیدین

پیریدوپیریمیدین(به انگلیسی: Pyridopyrimidine) یک ترکیب آلی هتروسیکل دوحلقه‌ای است که از جوش خوردن حلقه پیریدین به صورت متعامد در هر موقعیتی به حلقه پیریمیدین تشکیل شده‌است.